# 郑州客运北站
郑州客运北站是一座位于中国河南省郑州市的长途客运站，门牌号为花园北路56号，连霍高速公路花园路出入口南侧，于2014年9月正式启用。

## 简介
郑州客运北站总占地面积169.9亩，按中华人民共和国交通运输部一级客运站标准规划建设。项目总建筑面积45,188平方米，其中主站房楼32,829平方米，维修车间2,289平方米，司乘公寓10,070平方米，设计日发送旅客23,846人次，日发送班次1,000班。主站房一层为售票大厅，共设有35个售票口，8台自助售票机，二层是候车大厅，设置有专门的城际公交候车区域。负一层是地下停车场，负二层与郑州地铁2号线刘庄站连通。
郑州客运北站紧邻连霍高速公路，有两条长途客车专用匝道连通该站与高速公路，安装了识别卡的长途客车可从连霍高速公路通过该匝道直接进出站，而无需途径市区路段，使得该站成为河南省内第一个站内直接连通高速公路的客运站。

## 历史
2009年底，应郑新和郑焦城际公交线路的开通，郑州交运集团在郑州客运北站现站址修建了临时性质的城际公交始发站。2010年12月27日，郑州客运北站的正式站房开工建设。
2014年9月26日，郑州客运北站开通试运营，并于9月29日正式运营。与此同时，二马路汽车站和位于市区内花园路上的老客运北站停用，大部分班线迁入该站。

## 客运班线
郑州客运北站的客运线路以发往黄河以北地区的班线为主，以及开往新乡、焦作、平原新区、开封和山西晋城等地的城际公交线路。此外，该站也有少部分开往豫西、豫南、豫东等地的班线。